# Glossaire de biologie cellulaire et moléculaire
- Haut – A
- B
- C
- D
- E
- F
- G
- H
- I
- J
- K
- L
- M
- N
- O
- P
- Q
- R
- S
- T
- U
- V
- W
- X
- Y
- Z

## C
- Une cellule pouvant être transformée est dite compétente.

## E
- L'adjectif endocellulaire signifie à l'intérieur de la cellule.
- L'adjectif exocellulaire signifie à l'extérieur de la cellule.

## L
- La ligation est l'action d'une enzyme, l'ADN ligase, correspondant à la jointure de deux molécules d'ADN différentes.

## T
- La transformation est l'action d'introduction d'un ADN étranger dans un organisme vivant.

## V
- Un vecteur est une molécule d'ADN permettant la conservation, l'amplification et la propagation de séquences nucléiques d'intérêt. Les vecteurs les plus connus sont les plasmides.